# 边疆处处赛江南
《边疆处处赛江南》，袁鹰词，田歌曲，雷良萍原唱，创作于1960年代，原为纪录片《军垦战歌》的一首插曲。该歌曲的历史背景是中国的三年大饥荒，为加速建设社会主义中国，新疆生产建设兵团的军垦战士战斗在屯垦戍边第一线上。歌曲描绘了军垦战士们丰收的愿望。

## 专辑收录
| 专辑名                        | 歌手           | 唱片公司   | 发行日期   |
| ----------------------------- | -------------- | ---------- | ---------- |
| 《伴你二十年Ⅶ军旅专辑》       | 黑鸭子         |            | 2005       |
| 《中国新民歌发烧天碟》        | 巴哈尔古丽     |            |            |
| 《影视经典精装版》            | 黑鸭子         | 火烈鸟唱片 | 2010-08-28 |
| 《流淌的歌声之幸福江阴 (十)》 | 梦之旅合唱组合 |            |            |

## 单曲发行
- 2007年11月21日，中国唱片曾发行由王秀芬演唱的该曲的单曲